# Mine en France
Pour les articles homonymes, voir Mine.

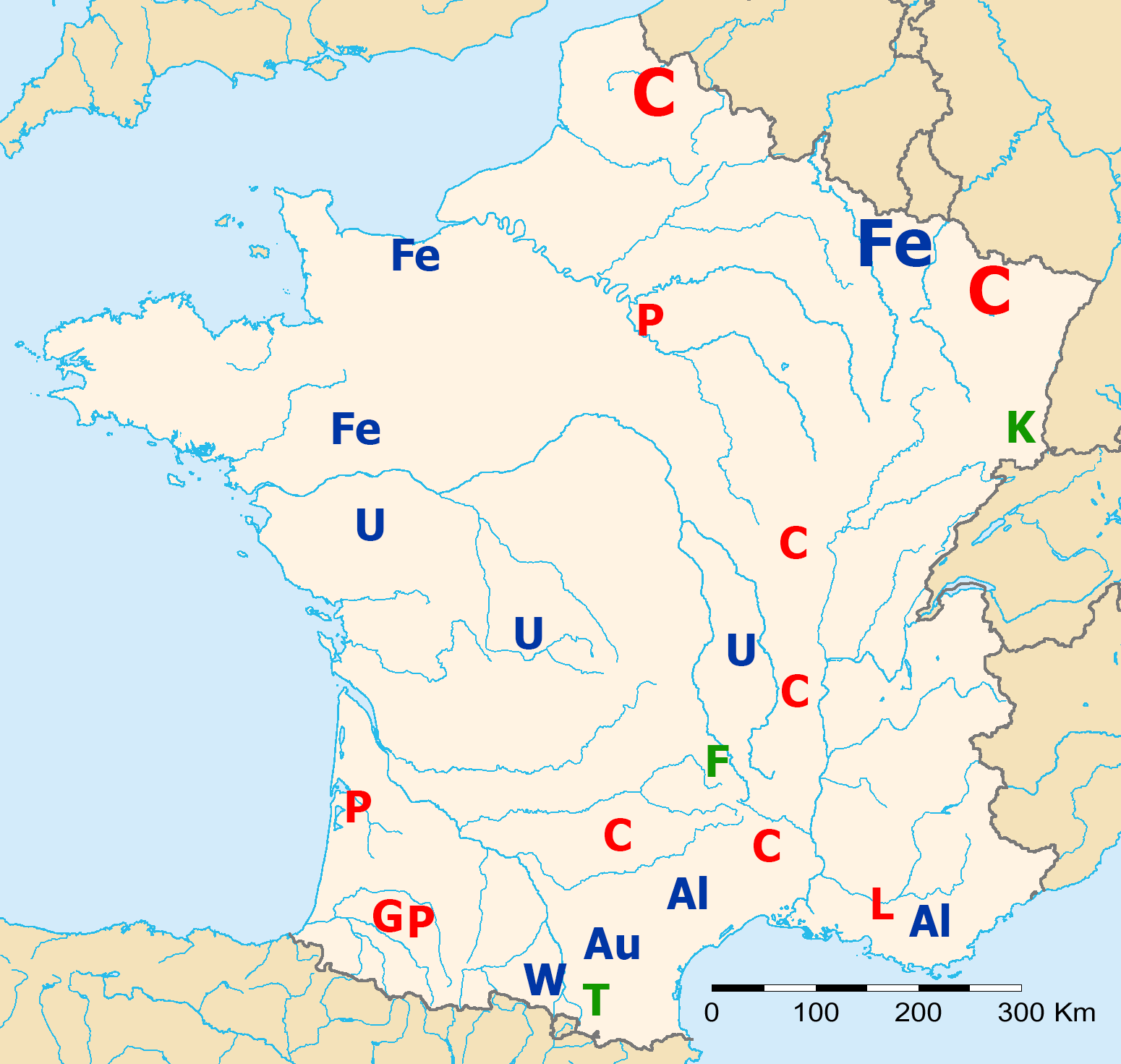
Ressources naturelles de France: Al — Aluminium, Fe — Fer, W — Tungstène, Au — Or, U — Uranium, C — Charbon, L — Lignite, P — Pétrole, G — Gaz naturel, F — Fluorine, K — Potasse, T — Talc.

En France, le code minier donne la définition légale d'une mine. La notion repose uniquement sur la nature du matériau, que l'extraction se fasse à ciel ouvert ou en sous-sol. Sont concernés, les combustibles (charbon, hydrocarbures, gaz), les métaux (fer, cuivre) et quelques autres matières minérales (sel, soufre). 
L'inventaire des ressources minières est relativement connu pour ce qui concerne les gisements de surface ou subsurface. Il est moins bien connu pour les ressources profondes, et doit être régulièrement mis à jour en tenant compte de découvertes de nouvelles ressources et de l'épuisement de certains gîtes et gisements.
Pour les produits qui ne figurent pas dans la liste des mines, on parle de carrières, il s'agit notamment des matériaux de construction sable, argile, gypse, calcaire, etc. Ils relèvent de la législation sur les ICPE (installations classées pour la protection de l'environnement).
Si, au regard du Code civil français, le sous-sol appartient au propriétaire du sol, la gestion du sous-sol minier appartient, elle, à l'État qui peut en concéder l'exploitation à une compagnie minière.
L'activité minière laisse toujours des séquelles environnementales et sanitaires, notamment l'exploitation des gisements de métaux et métalloïdes, et tout particulièrement dans les régions naturellement acides et exposées au ruissellement, et plus encore en cas de drainage minier acide.
Des mines et gisements importants existent aussi en outre-mer dont en Guyane et Nouvelle-Calédonie.

## L'histoire des mines françaises
Comme le Royaume-Uni ou l'Allemagne, la France a tiré de son sous-sol d’importantes  ressources énergétiques fossiles (charbon surtout) qui ont permis, au XIXe siècle et au XXe siècle, son essor industriel et commercial, notamment grâce au couple charbon-fer qui a permis la révolution industrielle, puis la construction de l'Europe (communauté du charbon et de l'acier), mais s'est conclu par une crise industrielle majeure dans les années 1970-1980, avec la fermeture rapide des puits et mines, à la suite de l'épuisement des ressources exploitables à coûts raisonnables et face à la concurrence d'autres pays. 

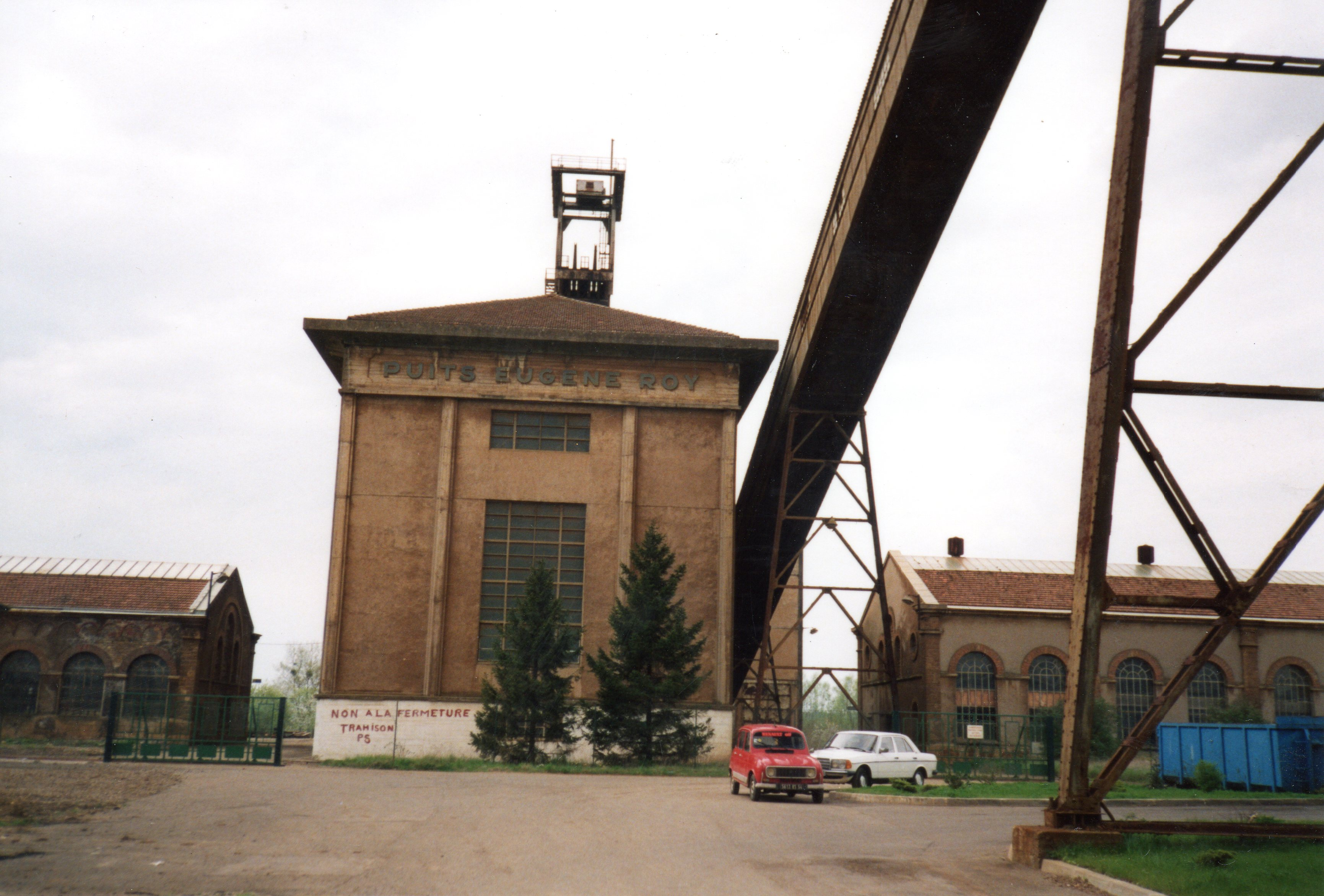
Ancien puits de la mine de fer de Tucquegnieux, en Meurthe-et-Moselle, peu après son arrêt, aujourd'hui démantelé (puits Eugène Roy).

Ces produits sont des combustibles (charbon et lignite), des minerais (du fer, du plomb, du zinc, un peu d'antimoine, du manganèse, du cuivre…), des substances industrielles (le sel, la potasse, les schistes bitumineux, la fluorine, l'uranium…).
Le développement de l'industrie minière, d'une façon générale, suit de nombreux aléas : expansion ou récession de l'industrie, variation des cours des matières premières, pressions environnementales, etc. C'est la raison, entre autres, pour laquelle cette industrie demeure très irrégulière. Ainsi, par exemple, il n'est pas rare qu'une mine fasse l'objet d'une fermeture tout juste après son début d'exploitation. Par exemple, à la suite de la chute des cours boursiers. Mais encore, elle peut être rouverte de nombreuses années plus tard, ou, à nouveau fermée (de manière répétitive). Il faut aussi tenir compte des aléas géologiques, pas toujours discernables au moment des recherches. Ainsi, il est souvent arrivé qu'une mine, sur laquelle on fondait des espoirs, se soit rapidement avérée inexploitable à la suite de nombreuses failles (infiltrations d'eau importantes, grisou, etc.). Enfin, un autre élément à prendre en compte résulte des progrès technologiques : les minettes phosphoreuses lorraines, inexploitables avant l'invention des aciers Bessemer, se sont avérées aujourd'hui impropres à la filière fonte hématite.
Si une mine, comme une carrière, est par définition éphémère, certaines séquelles environnementales peuvent perdurer des siècles ou millénaires après sa fermeture (drainage minier acide ou drainage minier neutre par exemple, parfois conjoints à des affaissements miniers puis à des remontées de nappe dans un sous-sol déstructuré par l'exploitation, notamment dans les mines de fer et mine de charbon de l'Est (Lorraine) et du bassin minier du Nord-Pas-de-Calais...). 

### L'outre-mer
Du nickel est exploité en Nouvelle-Calédonie. La Guyane exploite des gisements d'or.

### Le charbon et le lignite

Localisation des bassins houillers français.

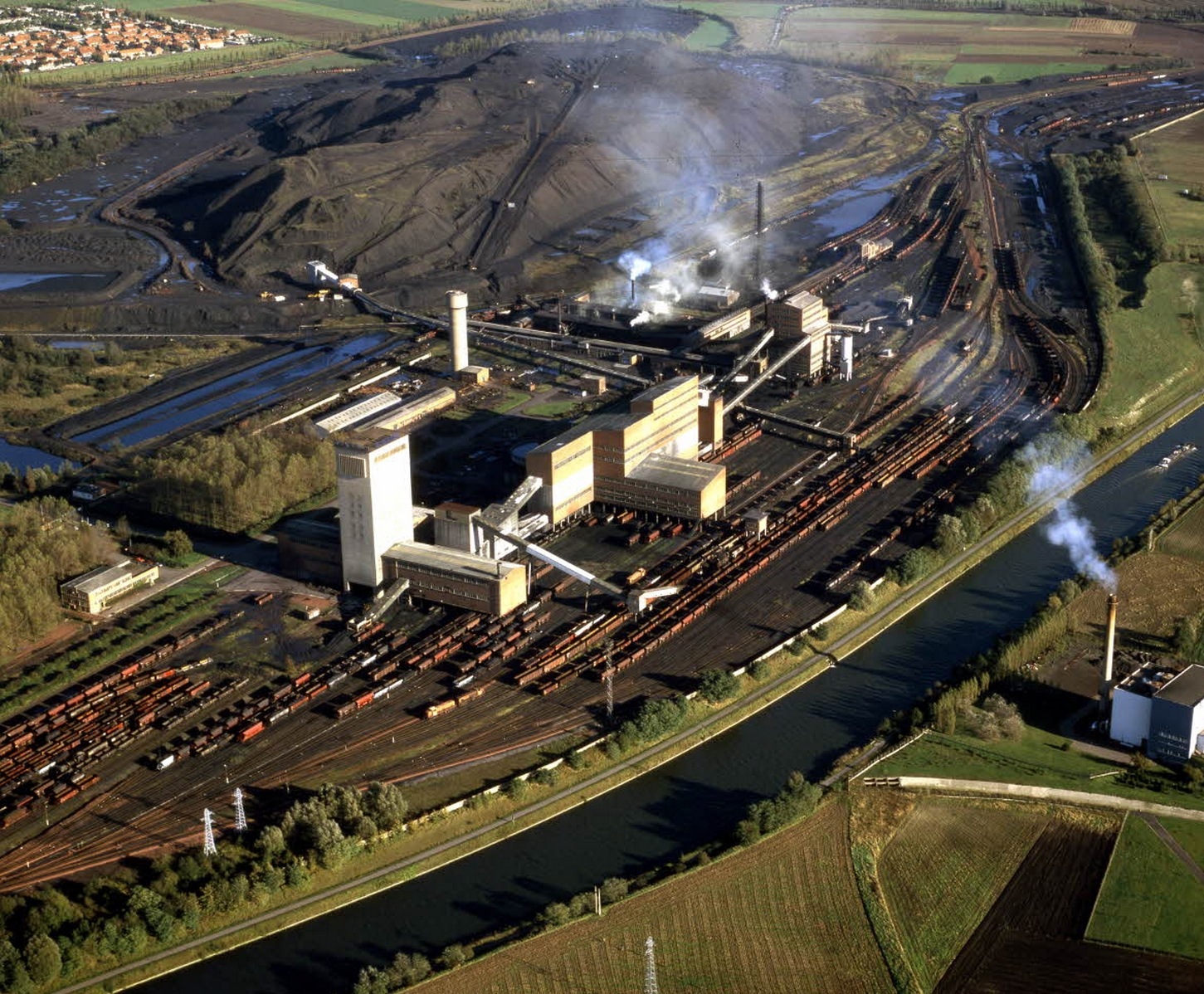
La fosse n° 10 du Groupe d'Oignies.

L'extraction du charbon de terre (par opposition au charbon de bois) est très ancienne et remonte au moins au Moyen Âge mais connaîtra un développement important à la fin du XVIIIe siècle et surtout pendant la Révolution industrielle dans la seconde moitié du XIXe siècle. Notons que la France, malgré ses richesses n'a jamais été auto-suffisante en charbon et que même au summum de la production dans les années 1960, elle a toujours importé du charbon étranger (venant de la Belgique, du Royaume-Uni, d'Allemagne, de l'Union soviétique, de Pologne, etc.).
Les houillères ont été nationalisées par la loi no 46-1072 du 17 mai 1946 qui créée l'Établissement public Charbonnages de France et ses décrets d'application qui créent les différentes Houillères de bassin (Houillères Nord-Pas-de-Calais, Houillères de Lorraine, Houillères d'Auvergne, Houillères de la Loire, Houillères de Blanzy, Houillères du Dauphiné, Houillères de Provence, Houillères d'Aquitaine et Houillères des Cévennes). Mais plus de 200 petites exploitations échappèrent à la nationalisation, dont les principales étaient les exploitations de Faymoreau (Vendée), mines de Lavaveix, (Creuse), Manosque-Bois d'Asson (Basses-Alpes), le bassin du Briançonnais (Hautes-Alpes), etc. La dernière mine privée en France (qui se situait à Cruéjouls en Aveyron) ferma ses portes en 1988. Les houillères de Ronchamp (Haute-Saône), furent une exception car elles ont été confiées à EDF en 1946.
Le décret du 16 avril 1968 transfère les biens des différents houillères du centre et du sud de la France : Auvergne, Loire, Provence, Dauphiné, Blanzy, Cévennes et Aquitaine aux Houillères du Bassin du Centre et du Midi (HBCM), les Houillères de Bassin Nord-Pas-de-Calais (HBNPC) et de Lorraine (HBL) sont toutefois maintenues. Tous les bassins houillers en France ont été collectés dans l'article Mines de charbon de France.
Mines de charbon lorraine

### Minerai de fer
Pour un article plus général, voir Histoire des mines de fer.
La France a exploité de nombreuses mines de fer de la préhistoire à la fin du XXe siècle ,.

#### Berry
L'une des deux zones d'extraction du minerai de fer en Berry, au nord de Bourges, s'étend d'Ouest en Est, en allant de Massay à Neuvy-Deux-Clochers, et hébergeait les forges d'Ivoy-le-Pré et de Vierzon. À l'époque gallo-romaine, le peuple gaulois des Biturges utilisait déjà le bois de la Forêt domaniale de Vierzon en quantité, pour la métallurgie du fer, comme en témoignent des restes de minerai (« laitiers ») encore visibles. Ces restes encore riches en fer ont été plus récemment envoyés par trains entiers dans les Hauts fourneaux de Lorraine pour les fondre et y récupérer le fer y restant.
Une deuxième zone comprend des gisements situés sur les rebords des vallées de l'Arnon, du Cher et de l'Aubois . Rosières, aujourd'hui spécialisé dans l'appareillage électro-ménager, a pour origine des gisements ferreux et était au XIXe siècle une entreprise d'extraction du minerai de fer. Dun-sur-Auron était également un lieu d'extraction de fer. Enfin, la vallée de l'Aubois comportait plusieurs fonderies et hauts fourneaux actifs au XIXe siècle à Torteron, Grossouvre, Le Chautay, La Chapelle-Hugon et La Guerche-sur-l'Aubois. Au sud et à l'ouest de Bourges le minerai a été exploité de manière intensive aux XVIIIe et XIXe siècles. Il était qualifié de "mine chaude" pour sa réputation d'être plus facile à fondre et affleure dans le département du Cher, suivant une bande est-ouest qui passe au nord de Bourges, dans la forêt d'Allogny.
Dans la région de Bourges, les ateliers de transformation du minerai de fer sont concentrés à une dizaine de kilomètres au nord de la ville à l'intérieur et autour de cette forêt d'Allogny, y compris à proximité des bâtiments du prieuré de Bléron, situé dans une enclave en pleine forêt, ou sur les communes d’Allouis, de Saint-Éloy-de-Gy et de Saint-Martin-d'Auxigny, sous forme de nodules ou de concrétions réticulées exploitables à ciel ouvert ou au moyen de simples puits.
Jusqu'à la fin du Moyen Âge, la fabrication du fer avait lieu exclusivement autour d'Allogny, où la métallurgie du fer avait connu déjà un essor considérable dans les régions boisées à la fin de l'époque gallo-romaines. La réduction du minerai de fer nécessitant une grande quantité de charbon de bois, les ateliers métallurgiques se sont implantés de préférence dans, ou à proximité immédiate de ces espaces boisés, délaissant quelquefois le voisinage du minerai de fer qui était alors acheminé sur une distance pouvant atteindre plusieurs dizaines de kilomètres. Au XVIe siècle, la région vit l'essor de la réduction "indirecte", ce qui fait que la géographie des ateliers métallurgiques se transforme, à la recherche de la force motrice de l'eau pour animer les soufflets des hauts fourneaux.

#### Lorraine

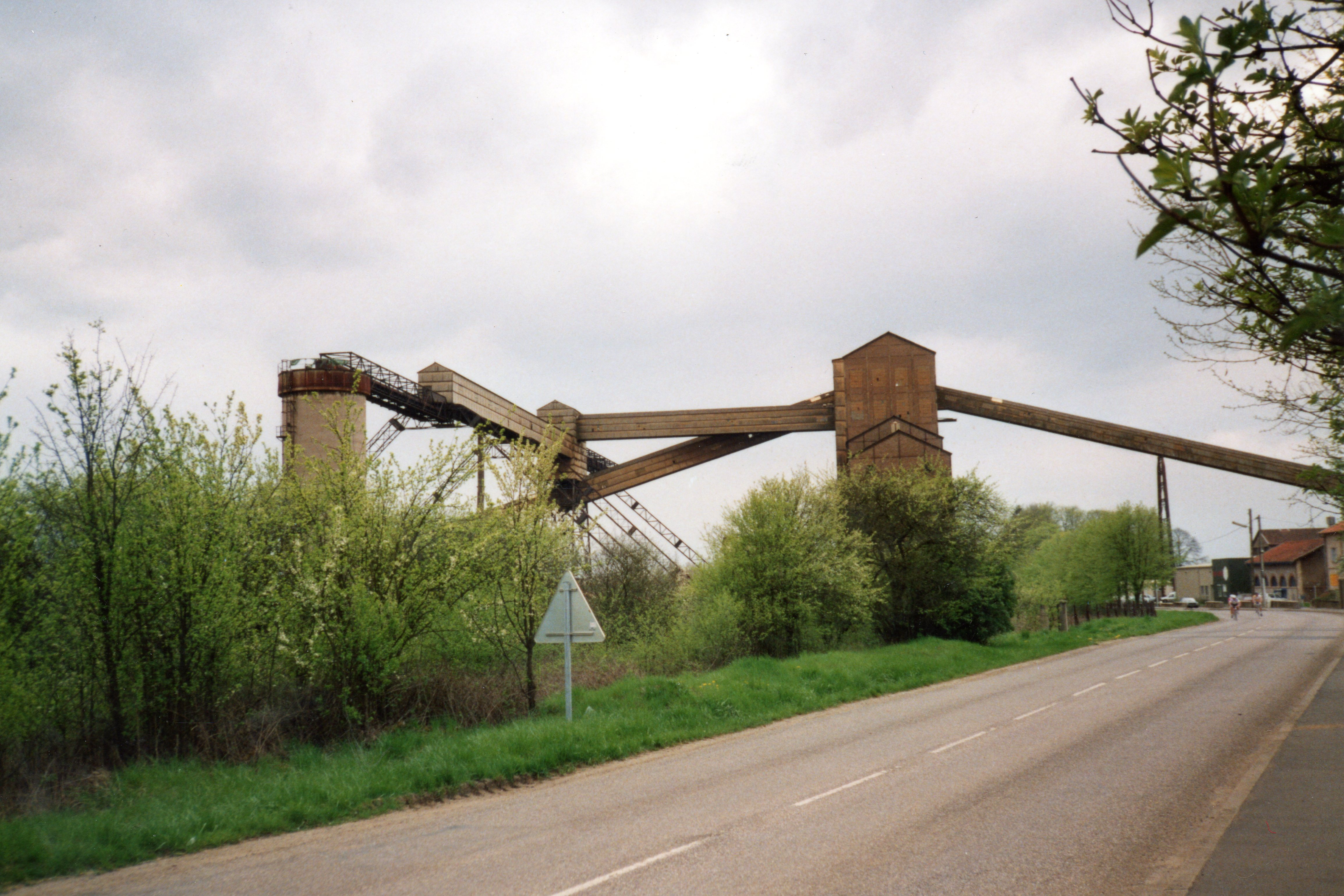
Mine de fer de Tucquegnieux: Le chevalement tel qu'on pouvait encore le voir à la fin des années 1980.

Depuis l'âge du fer, le minerai du même nom est extrait de la terre de Lorraine. De nombreuses traces archéologiques l'attestent. L'essentiel du bassin ferreux Lorrain est très lié à la famille de Wendel qui exploitait la plupart des mines du Nord de la région (mines de Neufchef et Aumetz et d'Auboué…) qu'elle utilisait pour ses aciéries. D'ailleurs la présence de fer dans les roches locales (Pierre de Jaumont) lui donne une teinte ocre.
La Lorraine possède trois écomusées des mines de fer qui présentent de façon complémentaire l’histoire de l’extraction du fer en Lorraine. Ils proposent par le biais de visites guidées de découvrir l’aventure humaine des gueules jaunes et de l’extraction de la minette en Lorraine.
- Mine du Val de Fer de Neuves-Maisons
- Musée des mines de fer d'Aumetz
- Musée des mines de fer de Neufchef

Mines de fer lorraine exploitées après 1945
- Meurthe-et-Moselle Nord
  - Mine d'Anderny-Chevillon à Tucquegnieux fermeture 1984
  - Mine d'Auboué fermeture 1949
  - Mine d'Aubrives-Villerupt fermeture 1962
  - Mine de Bazailles fermeture 1981
  - Mine de Droitaumont à Jarny fermeture 1986
  - Mine d'Errouville à Crusnes fermeture 1973
  - Mine de Giraumont fermeture 1978
  - Mine de Godbrange fermeture 1978
  - Mine d'Homécourt fermeture 1981
  - Mine d'Hussigny fermeture 1967
  - Mine de Jarny fermeture 1983
  - Mine de Jœuf fermeture 1968
  - Mine de la Mourière à Piennes fermeture 1967
  - Mine de Landres à Piennes fermeture 1968
  - Mine de Longwy fermeture 1983
  - Mine de Mairy à Mainville fermeture 1992
  - Mine de Micheville-Bréhain à Villerupt fermeture 1981
  - Mine de Moulaine Moulaine fermeture 1962
  - Mine de Moutiers fermeture 1980
  - Mine de Murville à Mont-Bonvillers fermeture 1967
  - Mine du Paradis à Moineville fermeture 1981
  - Mine de Piennes à Joudreville fermeture 1984
  - Mine de Saint-Pierremont à Mancieulles fermeture 1978
  - Mine de Sancy à Trieux fermeture 1968
  - Mine de Serrouville fermeture 1987
  - Mine de Tiercelet à Thil fermeture 1965
  - Mine de Tucquegnieux fermeture 1988
  - Mine de Valleroy fermeture 1968

- Meurthe-et-Moselle Sud
  - Mine du Bois-du-Four à Sexey-aux-Forges fermeture 1966
  - Mine de Marbache fermeture 1957
  - Mine de Maron-Val-de-Fer à Neuves-Maisons fermeture 1968
  - Mine de Maxéville fermeture 1966
  - Mine de Saizerais à Dieulouard fermeture 1981

- Meuse
  - Mine d'Amermont-Dommary à Bouligny fermeture 1985
  - Mine de Joudreville à Bouligny fermeture 1985

- Moselle
  - Mine d'Aachen d'Ottange fermeture 1963
  - Mine d'Angevillers à Algrange fermeture 1979
  - Mine d'Aumetz fermeture 1983
  - Mine de Boulange fermeture 1969
  - Mine de Burbach à Algrange fermeture 1973
  - Mine de Bure fermeture 1973
  - Mine Ferdinand à Tressange fermeture 1995
  - Mine de Fontoy fermeture 1952
  - Mine du Haut-Pont à Fontoy fermeture 1966
  - Mine d'Havange à Fontoy fermeture 1983
  - Mine d'Hayange fermeture 1989
  - Mine d'Hettange-Grande à Entrange fermeture 1979
  - Mine d'Heydt à Rédange fermeture 1966
  - Mine Ida à Sainte-Marie-aux-Chênes fermeture 1972
  - Mine Kraemer à Volmerange-les-Mines fermeture 1977
  - Mine Langenberg Volmerange-les-Mines fermeture 1963
  - Mine de Montrouge à Audun-le-Tiche fermeture 1997
  - Mine de Moyeuvre fermeture 1995
  - Mine d'Ottange I et III fermeture 1971
  - Mine d'Ottange II fermeture 1966
  - Mine Pauline à Montois-la-Montagne fermeture 1969
  - Mine de Rédange fermeture 1972
  - Mine de Rochonvillers à Algrange fermeture 1981
  - Mine de Roncourt fermeture 1992
  - Mine Sainte-Barbe à Algrange fermeture 1983
  - Mine Sainte-Marie à Sainte-Marie-aux-Chênes fermeture 1971

Mines de fer lorraine fermées avant 1945
- Moselle
  - Mine d'Hamevillers Neufchef fermeture 1935
  - Mine de Marange Ternel à Marange-Silvange fermeture 1931
  - Mine de Pierrevillers fermeture 1931
  - Mine La Paix Nilvange fermeture 1923

#### Normandie

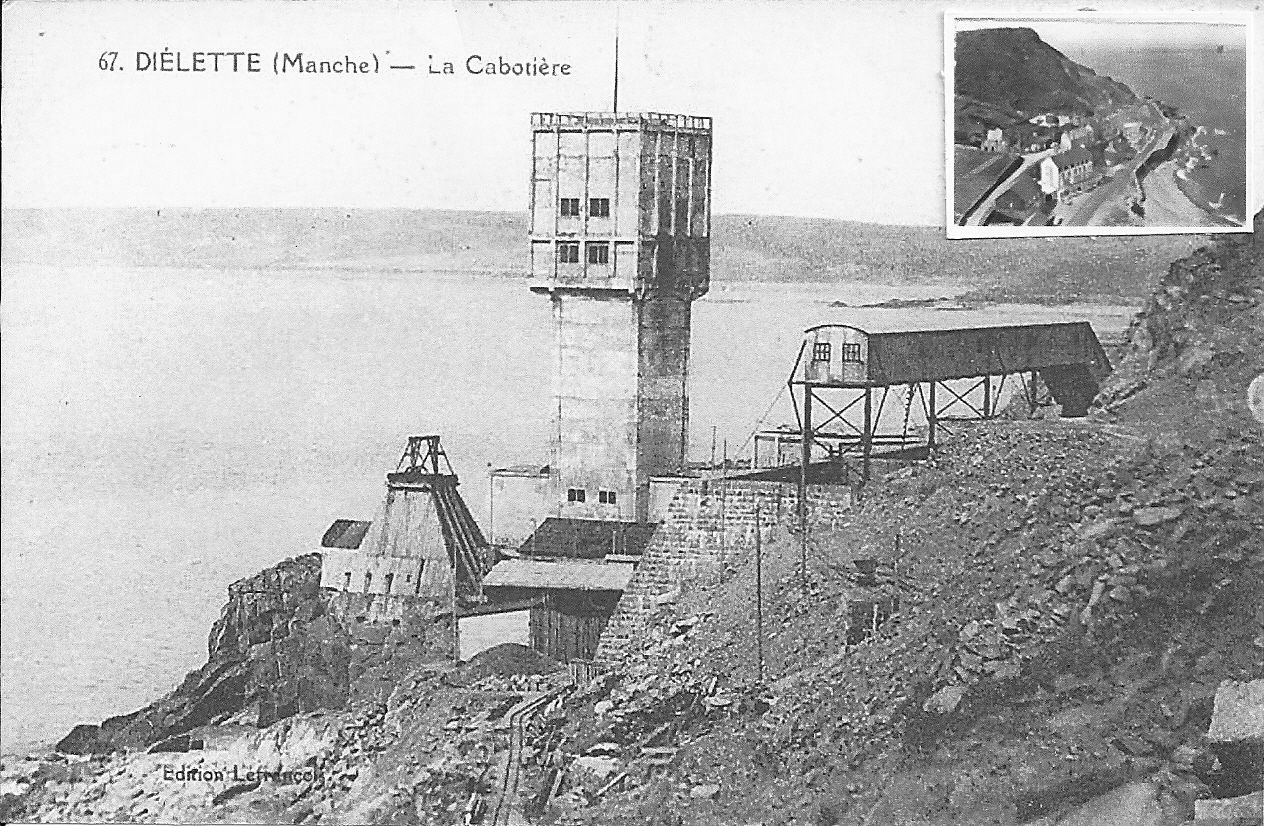
Mine de Flamanville.

On trouve essentiellement sept lieux principaux d'extraction de minerai de fer en Normandie, actifs au cours du XXe siècle : 
- À 7 km au sud de Caen, Saint-André-sur-Orne et May-sur-Orne (Calvados) : active de 1893 à 1968 ;
- Urville-Gouvix (Calvados) : active de 1896 à 1968 ;
- Soumont, sur les communes de Soumont-Saint-Quentin, Potigny et Saint-Germain-le-Vasson (Calvados) : active de 1899 à 1989 ;
- Saint-Rémy (Calvados) : active de 1875 à 1968 ;
- Diélette, commune de Flamanville (Manche), fermeture 1962 ;
- Halouze, commune de Saint-Clair-de-Halouze (Orne), active de 1905 à 1980 ;
- La Ferrière-aux-Étangs (Orne) : active de 1903 à 1970.

#### OuestAnjouetBretagne

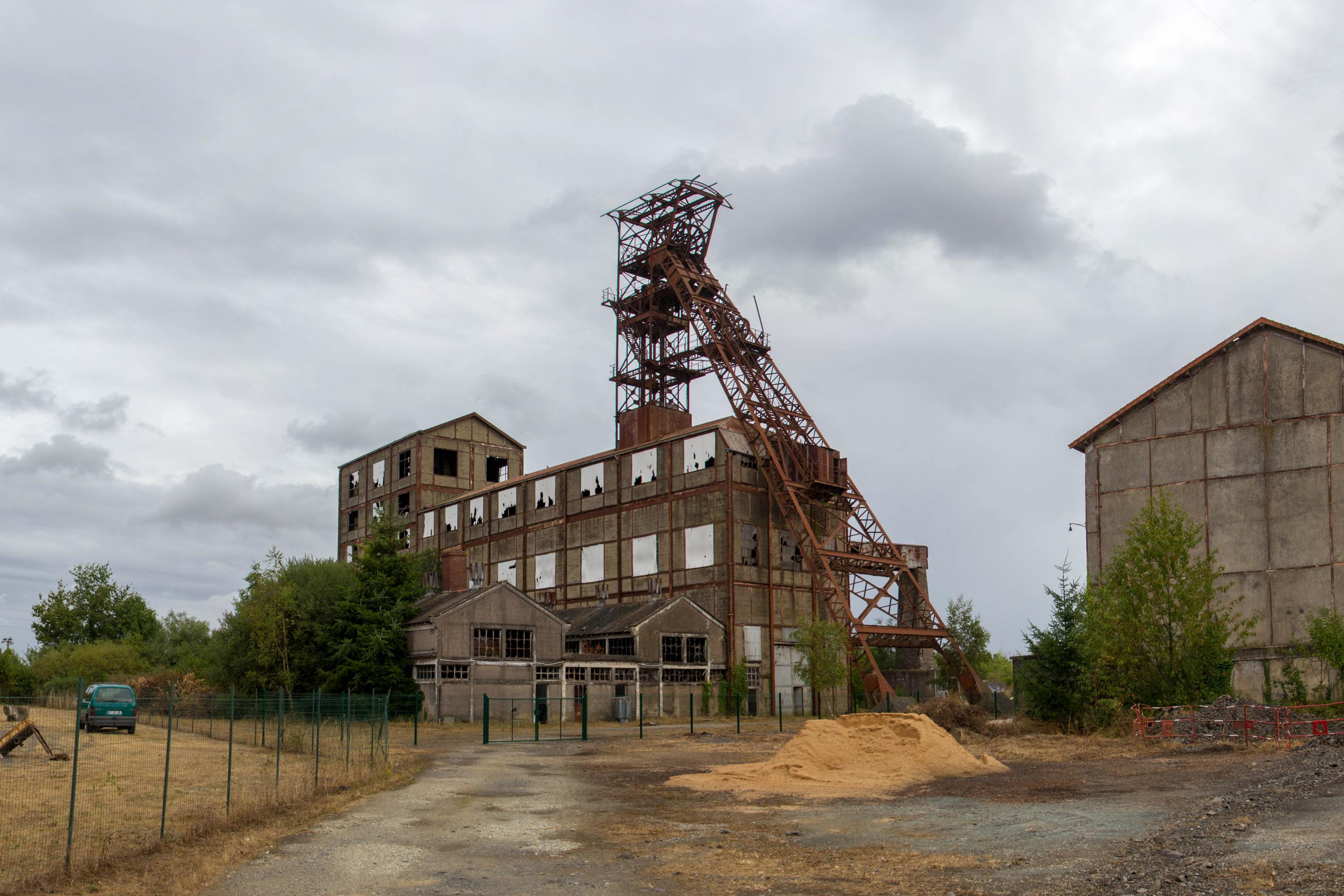
Chevalement du Puits de Bois 3 (1935), à Nyoiseau.

L'extraction du fer dans le sous-sol de la région située entre Châteaubriant et Segré s'est véritablement développée au début du XXe siècle. L'annexion par l'Allemagne des gisements lorrains, ainsi que le développement des chemins de fer, ont permis à cette exploitation ancienne mais peu développée d'acquérir une dimension industrielle.
Principaux sites miniers de la région:
- La Société des Mines de Fer de Segré exploite entre 1907 et 1985 cinq sites d'extraction autour de Segré. Le plus important, et le dernier à fermer en 1985, est le site dit du Bois 2, sur la commune de Nyoiseau[10].
- Mine de Limèle, Sion-les-Mines, dont l'activité a été plusieurs fois interrompue puis relancée jusqu'à sa fermeture en 1966.
- Mines de la Brutz, entre Teillay et Soulvache, active entre 1920 et 1952.
- Mine de la Mazuraie, Chazé-Henry, active entre 1929 et 1963.
- Minière de Rougé, exploitation à ciel ouvert de la région Chateaubriand à Bain-de-Bretagne, dont l'activité était très ralentie depuis les années 1970. Elle ferme officiellement en 2003.

#### Pyrénées
Le massif pyrénéen abrite également de nombreuses mines de fer, actives jusqu'au début du XXe siècle pour l'essentiel, notamment dans le Béarn (Baburet), l'Ariège (Rancié) et les Pyrénées-Orientales, dans le massif du Canigou (Batère) ou près d'Andorre (Puymorens).

#### Massif Central
Le fer a été exploité en Ardèche dans le bassin de Privas, en particulier dans les mines de Saint-Priest jusqu'à leur fermeture dans les années 1950.

### Mines d'argent

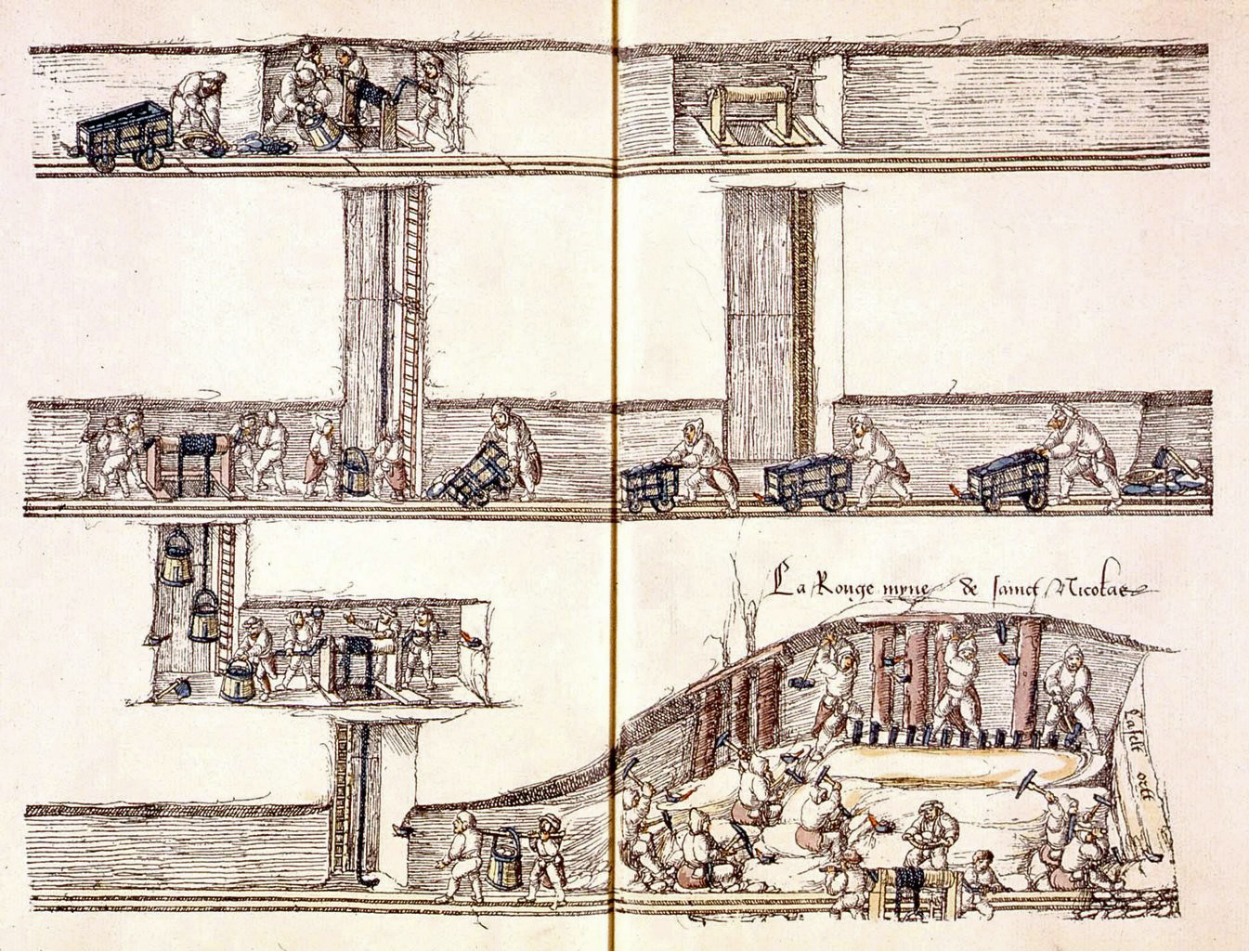
Les galeries de la Mine Saint-Nicolas (La Croix-aux-Mines).

Les mines d’argent proprement dites étaient rares en Europe, la plupart des gisements associent souvent le plomb, le zinc et l'argent dont l'exploitation donne lieu à une chaine d'activités particulièrement polluantes à cause de la toxicité et de l'écotoxicité du plomb (par ailleurs souvent associé à l'arsenic ou à l'antimoine également très toxiques). 
En France, la principale source de production de l’argent résidait dans le traitement de plombs argentifères (galène argentifère) avec les mines de Melle (Deux-Sèvres), épuisées aux alentours de l'an mil, celles de Pontgibaud (Puy de Dôme), fermées en 1898, la mine de Pont-Péan (Ille-et-Vilaine), la mine de La Baume à Villefranche-de-Rouergue (Aveyron) et celle de Largentière (Ardèche), fermée en 1982. L'argent était aussi extrait dans une moindre proportion des cuivres argentifères aux Chalanches (Allemond, Isère), à Giromagny (Territoire de Belfort), Plancher-les-Mines (Haute-Saône), La Croix-aux-Mines (Vosges) et Sainte-Marie-aux-Mines (Haut-Rhin).

### Autres gisements
La France a été un important producteur de métaux non ferreux (ZnS-blende et PbS-galène) ainsi que de matières premières non métalliques (BaSO4-barytine, CaF2-fluorine) particulièrement abondantes dans des gisements à l'interface entre socle ancien et séries sédimentaires transgressives. Ces zones de circulations de fluides ont piégé les solutions minérales. Dans cette catégorie de gisements, on peut citer des mines de la Haute vallée de la Maurienne, les mines de Fontsante dans les Alpes Maritimes, Montagne Noire, Cévennes, massif de l'Arize en Ariège et du Massif de Mouthoumet dans l'Aude.

#### Les combustibles et sources énergétiques

##### Hydrocarbures

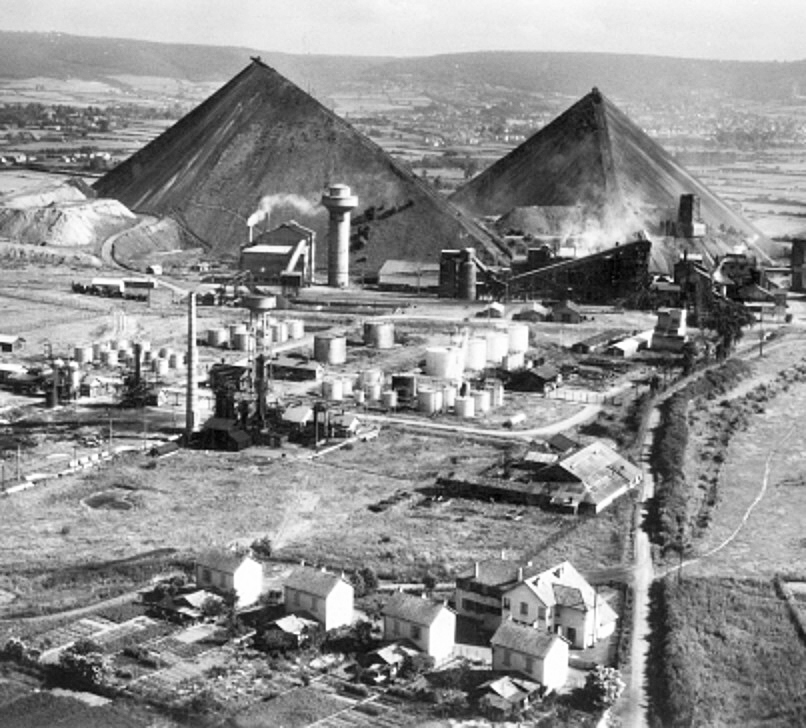
La mine des Télots.

La France n'a jamais été un producteur important de pétrole. La production de pétrole, actuellement de l'ordre de 18 000 barils par jour, soit à peine 1 % de la consommation nationale, se répartit entre deux régions, le bassin parisien et l'Aquitaine. La production de gaz fut historiquement plus importante grâce au gisement de Lacq (Pyrénées-Atlantiques).
Mines de schiste bitumineux :
- Mine des Télots
- Exploitation de schiste de Creveney
- Saint-Ambroix

Autre :
- Exploitation de pétrole de Pechelbronn
- Calcaire bitumineux de Dallet

##### Uranium
De l'uranium est naturellement présent en France en particulier dans les massifs granitiques, en Bretagne et surtout dans le Massif central.
L'uranium a été exploité en France sur 200 sites entre la fin de la Seconde Guerre mondiale et mai 2001, année de la fermeture de la dernière mine française à Jouac, en Haute-Vienne.

#### Les métaux non ferreux

##### Plomb-zinc
On peut citer les mines de Saint-Salvy-de-la-Balme (Tarn), Les Malines (Gard) ou de Largentière (Ardèche) qui ont été les principaux gisements exploités au XXe siècle en France métropolitaine. Toutes de La Société minière et métallurgique de Penarroya.

##### Cuivre
À Cabrières (Hérault), la mine de Pioch Farrus est l'un des plus anciens site d'exploitation du cuivre en France. Comme beaucoup de mines métalliques, elle fut exploitée par intermittence dès la Préhistoire (vers -3000 avant notre ère), dans l'Antiquité, au Moyen Âge... Au XIXe siècle encore, on y faisait des fouilles. Également exploitée dans l'Antiquité, la mine de cuivre gallo-romaine du Goutil à la Bastide-de-Sérou (Ariège) connut les mêmes évolutions aux siècles suivants. Au XIXe siècle, le site de la Croix-sur-Roudoule (Alpes-Maritimes) était lui aussi exploité, un musée du cuivre est établi au hameau de Léouvé,.
Au Pradet, dans le Var, la mine de Cap Garonne fut exploitée de 1857 à 1917 et abrite aujourd'hui un musée. 
Au Thillot, dans les Vosges, des mines de cuivre furent exploitées de 1560 à 1761 par les ducs de Lorraine. Le site des Hautes-Mynes permet de découvrir aujourd'hui ces anciens travaux miniers.

##### Or

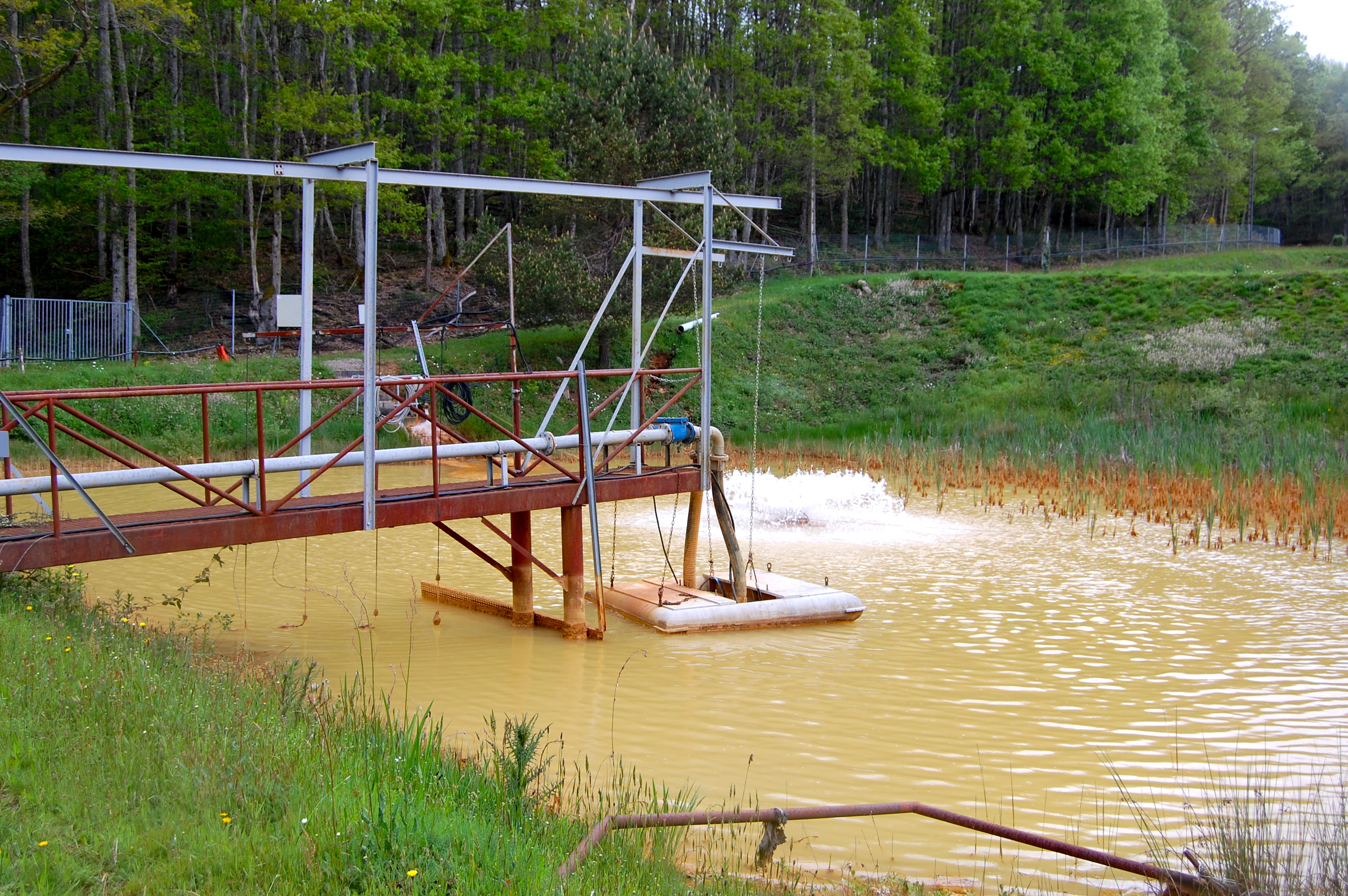
Ancienne mine d'or du Bourneix (Jumilhac-le-Grand), bassin de traitement.

La mine d'or du Châtelet dans la Creuse a produit 15 tonnes d'or entre 1905 et 1955. Cependant, la principale exploitation française reste la mine d'or de Salsigne (Aude) fermée en 2004. Il est aussi à noter l'exploitation du Bourneix (Haute-Vienne) fermée en 2001.

##### Bauxite
La Provence est riche en argilites et bauxite. Les mines de Mazaugues, à l'Ouest de Brignoles, ont fourni énormément de minerai.
On trouve aussi des mines de bauxite à Villeveyrac (de 1991  à octobre 2009 ; avec 2 000 000 tonnes sorties à ciel ouvert). En préparation mines souterraines dont la phase d'exploitation devrait débuter début 2010 objectif 250 000 / 300 000 tonnes par an. La commune de Villeveyrac est située à 18 km du port de Sète pour les ventes à l'export. Qualité du gisement : Al2O3 de 53 à 75 % _SiO2 de 0,5 % à 15 % _Fe2O3 de 4 % à 27 %.
Il existe aussi les mines et minerais du Languedoc, où la bauxite est exploitée depuis des décennies et est toujours exploitable : ce minerai entre en additifs pour les cimentiers, et transite également par Sète.

##### Tungstène
Il peut être extrait de la scheelite par exemple à Salau dans l'Ariège

#### Les matières premières minérales

##### Magnésium, talc
Le gisement majeur de talc est la carrière de talc de Trimouns, près de Luzenac (Ariège) la plus importante au monde (400 000 tonnes extraites par an), produisant aussi des groupes de cristaux remarquables associés à des cristallisations de terres rares.

##### Pyrite
L'ancienne mine de pyrite de Saint-Pierre-la-Palud, où se situe aujourd'hui le musée de la mine de Saint-Pierre-la-Palud, fut exploitée pour la production d'acide sulfurique, et fut à l'origine de toute la vallée de la chimie au sud de Lyon. 

### Sel gemme et sources salées
La mine de sel de Varangéville (Lorraine) est encore exploitée aujourd'hui pour son halite (sel gemme).

#### Doubs

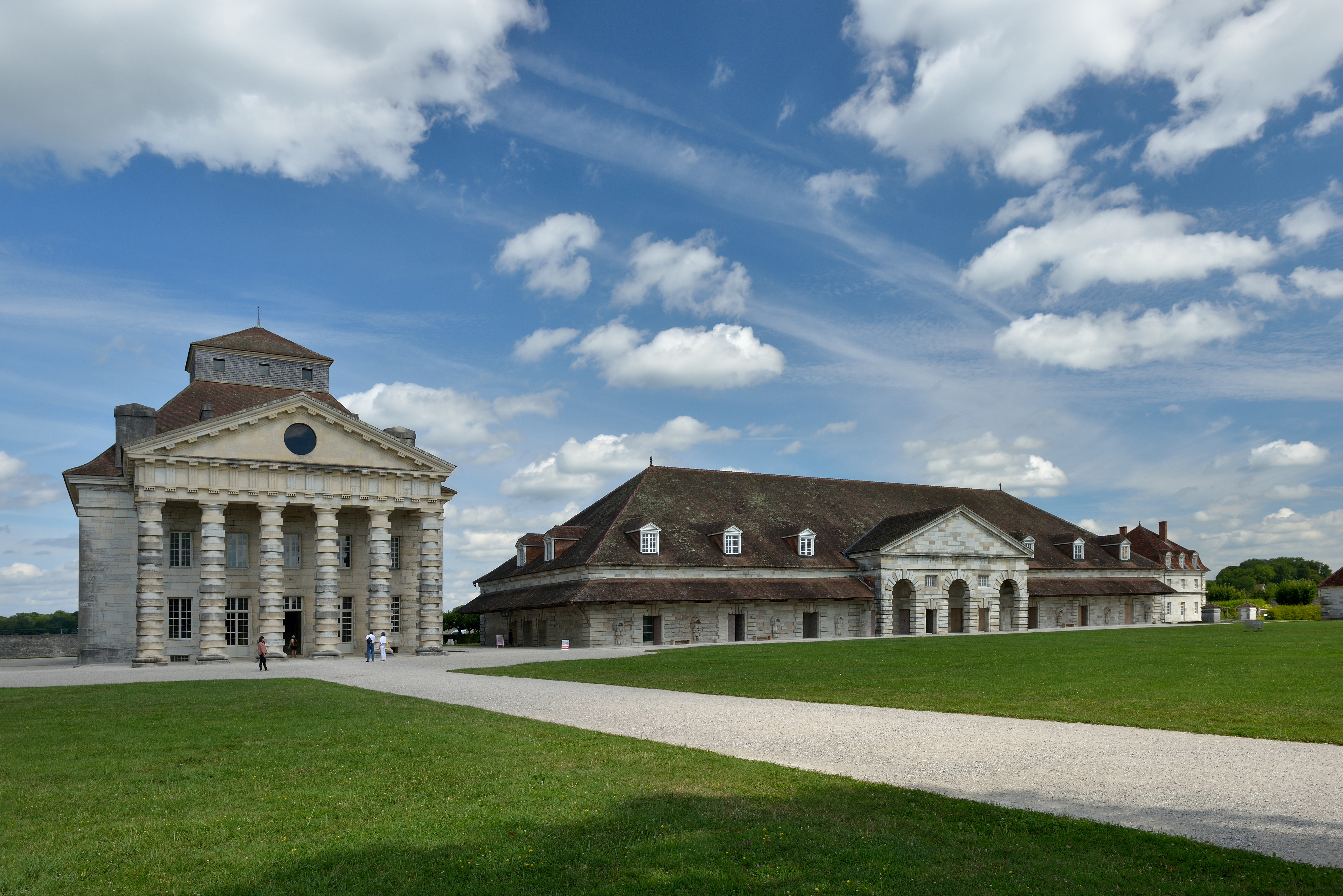
Saline royale d'Arc-et-Senans.

- Saline royale d'Arc-et-Senans
- Saline de Châtillon-le-Duc
- Saline de Miserey
- Saline de Montferrand
- Saline de Pouilley
- Saline de Saint-Hippolyte
- Saline de Serre-les-Sapins
- Saline de Soulce

#### Jura

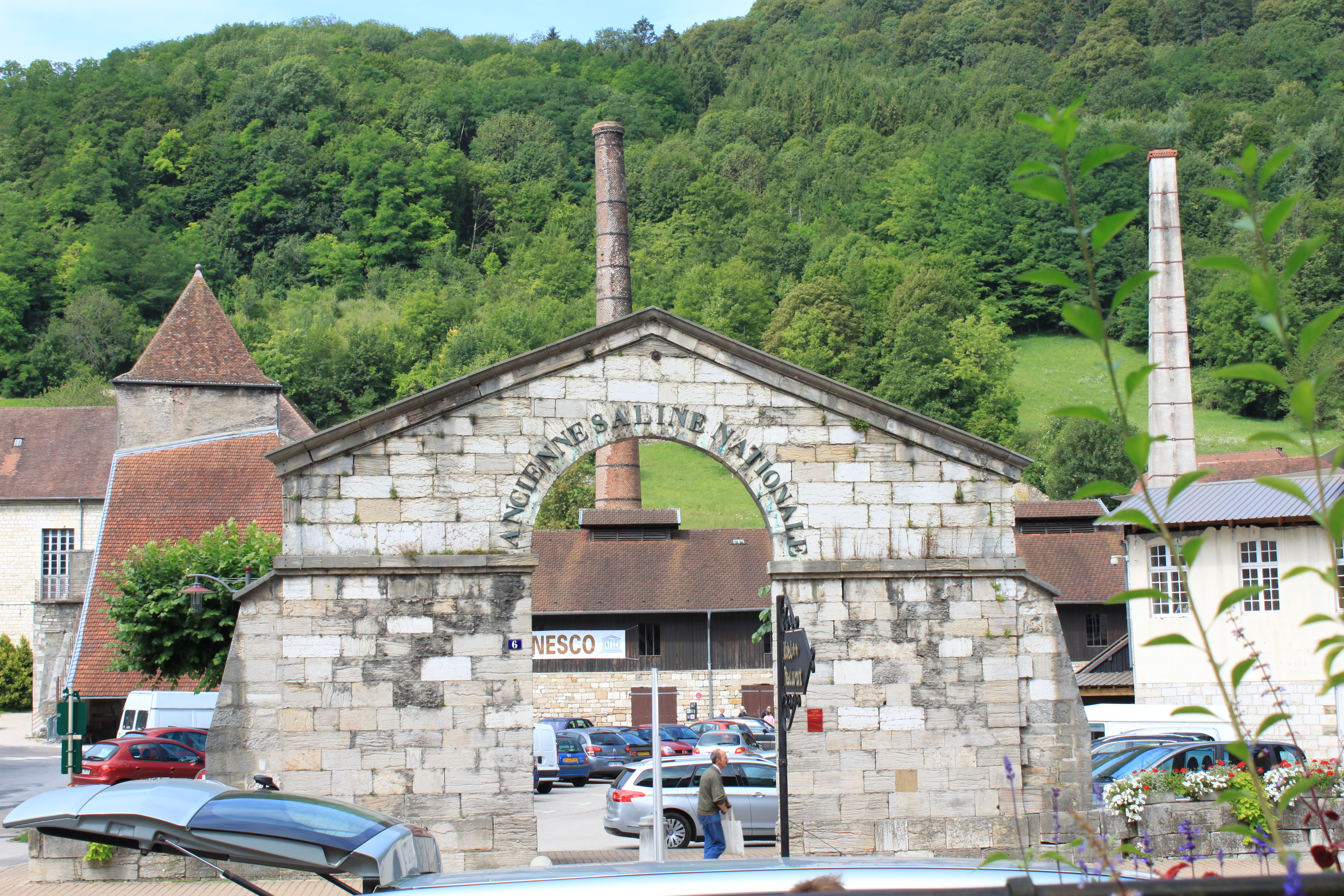
Salines de Salins-les-Bains.

- Salines de Salins-les-Bains
- Salines de Lons-le-Saunier
- Salines de Montmorot
- Saline de Montaigu
- Saline de Grozon
- Saline de Poligny

#### Haute-Saône
- Saline de Gouhenans
- Saline de Saulnot
- Saline de Mélecey

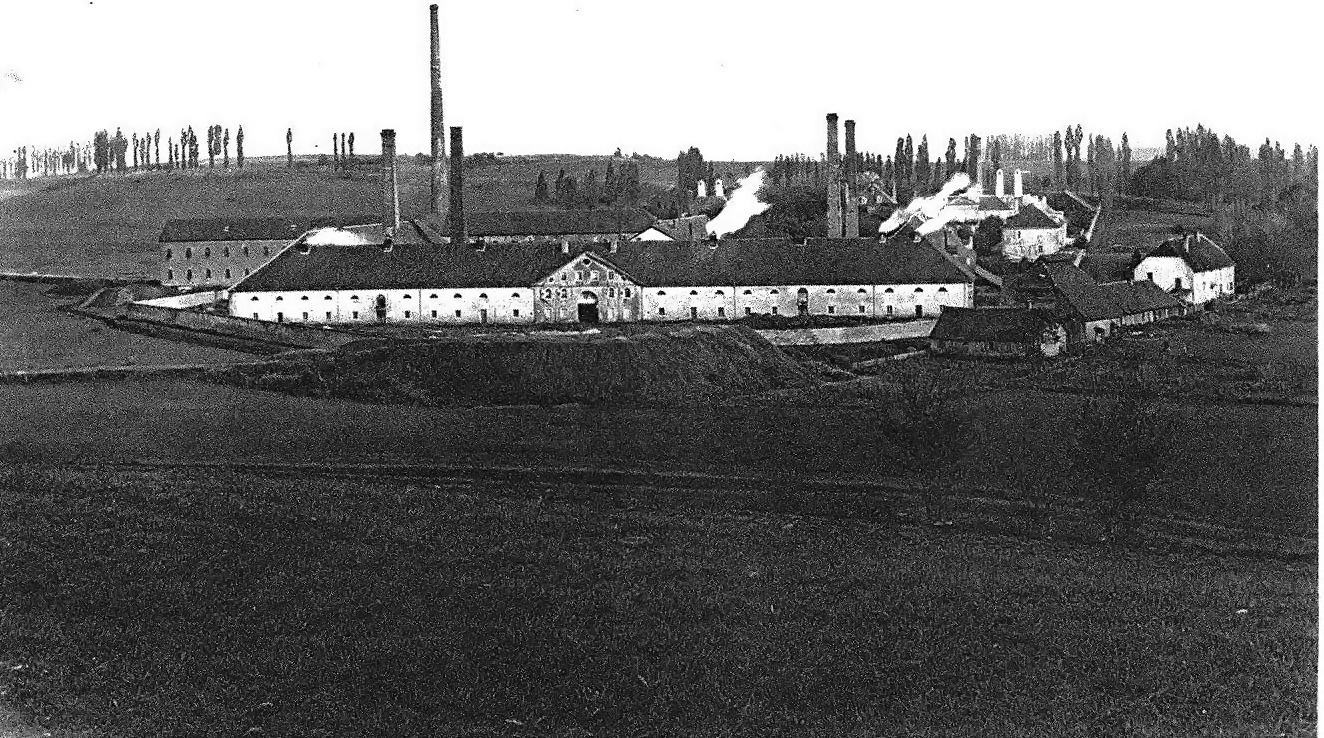
Saline de Gouhenans.

- Saline de Athesans-Étroitefontaine
- Saline de Scey-sur-Saône

#### Meurthe-et-Moselle
- Saline de Art-sur-Meurthe
- Saline de Crévic
- Saline de Dombasle-sur-Meurthe
- Saline de Einville-au-Jard
- Saline de Laneuveville-devant-Nancy
- Saline de Maixe
- Saline de Rosières-aux-Salines
- Saline de Sommerviller
- Saline de Tomblaine
- Saline de Varangéville

#### Moselle
- Saline de Chambrey
- Saline de Château-Salins
- Saline de Dieuze
- Saline de Marsal
- Saline de Moyenvic
- Saline de Saléaux à Ley
- Saline de Salonnes
- Saline de Vic-sur-Seille

##### Mines de sel
- Mine Saint-Laurent à Einville-au-Jard
- Mine de Rosières-aux-Salines-Varangéville
- Mine Saint-Nicolas à Varangéville

##### Mines et salines encore exploitées
- Mines
  - Mine Saint-Nicolas à Varangéville

- Salines
  - Saline de Dombasle-sur-Meurthe
  - Saline de Einville-au-Jard
  - Saline de Varangéville

- Soudières
  - Soudière de Dombasle-sur-Meurthe
  - Soudière de La Madeleine à Laneuveville-devant-Nancy

##### Potasse

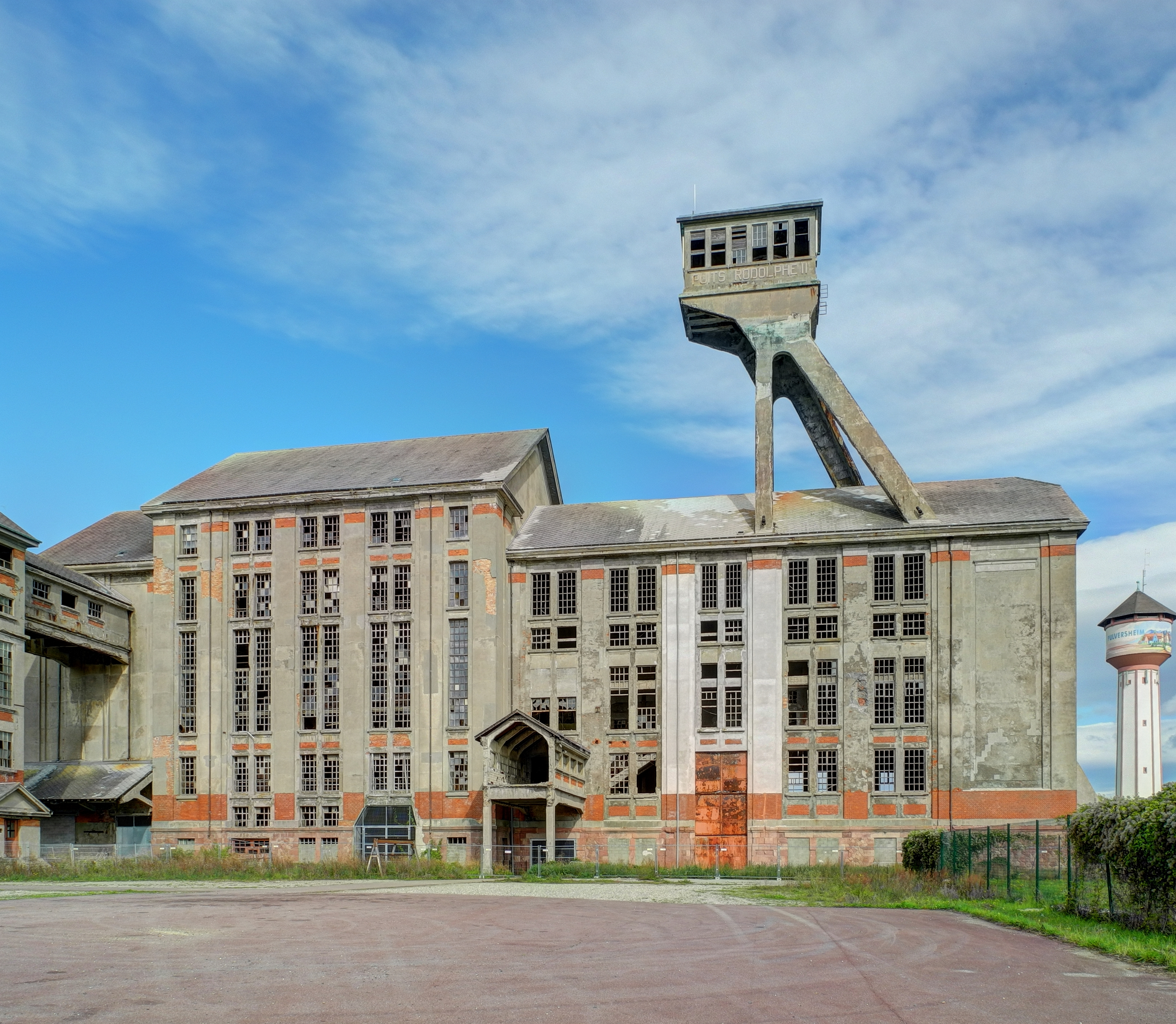
Le puits Rodolphe II.

La ressource en potasse est principalement située dans l'est de la France. Les mines de potasse d'Alsace, situées dans le département du Haut-Rhin dans la zone située entre Cernay, Mulhouse et Ensisheim, ont fourni de la potasse en grande quantité entre 1910 et 2002. 
Au total 567 millions de tonnes de sel brut ont été extraites durant cette période. 11 mines et 24 puits étaient en exploitation sur un bassin de 20 000 ha de superficie.

##### Fluorine
La fluorine est associée à la barytine et a été exploitée à Chaillac (Indre) jusqu'en 2006. Elle n'est plus exploitée à Mont-Roc (Tarn) depuis 2005. Elle l'a été à Langeac et Sainte-Marguerite (Haute-Loire), ainsi que dans la Saône-et-Loire où les réserves sont encore très importantes.
Parmi les sites, on peut ajouter les mines de Saint-Laurent-les-Bains en Ardèche. La dernière campagne d'exploitation a été brutalement stoppée en 1959, à la suite du détournement accidentel des eaux thermales dans une des galeries. Un important colmatage a permis de rétablir la situation.

## Les mines françaises en activité auXXIesiècle
Après la fermeture des mines de fer de Lorraine (1998), de charbon (2004), d'uranium, de potasse, d'or (Salsigne fermé en 2004), le groupe international Sogerem/Alcan (ex Pechiney) a fermé en 2006 les mines de fluorine du Tarn : mines à ciel ouvert de Mont-Roc et du Moulinal (communes de Paulinet et de Rayssac) et mine souterraine du Burg (Paulinet). Les carrières de barytine de Chaillac (Indre) ont également fermé en 2006, et la mine d'ardoise de Trélazé (Maine-et-Loire) en 2014. Ne subsistent en métropole que des mines de sel en Lorraine, Varangéville et divers autres gisements utilisés essentiellement comme stockages souterrains d'hydrocarbures (notamment à Manosque et Étrez), de bauxite dont une petite exploitation à ciel ouvert subsiste à Villeveyrac (Hérault) dont le minerai n'est pas destiné à la production d'alumine, de bitume à Orbagnoux (Ain), de calcaire asphaltique à Rébesou (Gard), d'hydrocarbures (Île-de-France, Aquitaine, Alsace).

## Perspectives et potentialités
Le territoire français abrite d’importantes ressources en roches et minéraux nécessaires aux industries de la communication et du stockage électrique ainsi que de nombreux métaux (tungstène, antimoine, or, plomb, zinc, germanium, cuivre, lithium et molybdène). 
Cependant, les besoins en terres rares indispensables aux mutations technologiques font apparaître des perspectives d'ouverture de mines. Ainsi, la France pourrait être autonome en lithium, métal stratégique entrant dans la composition des accumulateurs, à partir de roche dure du Massif central notamment sur le site d'Échassières dans l'Allier voire à la Mine de Montebras dans la Creuse et de saumures géothermales d’Alsace. Le potentiel dépasse les 200 000 t de lithium métal,. C'est aussi le cas d'un projet de réouverture de la mine de tungstène de Salau, à Couflens en Ariège.
Pour accompagner l'extraction, des procédés de traitement des minerais doivent être mis au point et développés en France ou en Europe.